# John Hyland
Pour les articles homonymes, voir Hyland.
John Joseph Hyland Jr., né le 19 septembre 1912 à Philadelphie et mort le 25 octobre 1998 à Honolulu, est un militaire américain.
Aviateur naval, il est un partisan notable du porte-avions. Il a participé à la Seconde Guerre mondiale et la guerre du Viêt Nam.
Amiral, il a notamment dirigé l'United States Pacific Fleet entre 1967 et 1970. 
Il est enterré au National Memorial Cemetery of the Pacific.